# Język mohawk
Język mohawk – język plemienia Mohawków, używany w Kanadzie i USA (m.in. północna część stanu Nowy Jork). Należy do rodziny języków irokiańskich. Posiada trzy główne dialekty: zachodni, centralny i wschodni.